# Kinetyka
W fizyce  i inżynierii kinetyka (z gr. kinēma dpn. kinēmatos 'ruch') dzieli się na dwie dyscypliny: statykę i dynamikę. Pierwsza z nich bada warunki, przy których ciała, poddane działaniu przyłożonych do nich sił, pozostają w spoczynku. Druga - bada ruch ciał materialnych jako efekt działających na nie sił. Kinematyka natomiast bada ruch ciał w oderwaniu od wywołujących go sił. Jest ona geometrią, w której zmienną jest czas.
Kinetyka, w przeciwieństwie do statyki bada zachowanie się ciał fizycznych w ruchu (pod wpływem niezrównoważonego układu sił); w przeciwieństwie do kinematyki, opisującej sam ruch bez analizy jego przyczyn, kinetyka bada związki pomiędzy siłami działającymi na ciało, a jego ruchem. W zakresie mechaniki klasycznej termin kinetyka bywa uważany za synonim dynamiki.